# Холм множества камней

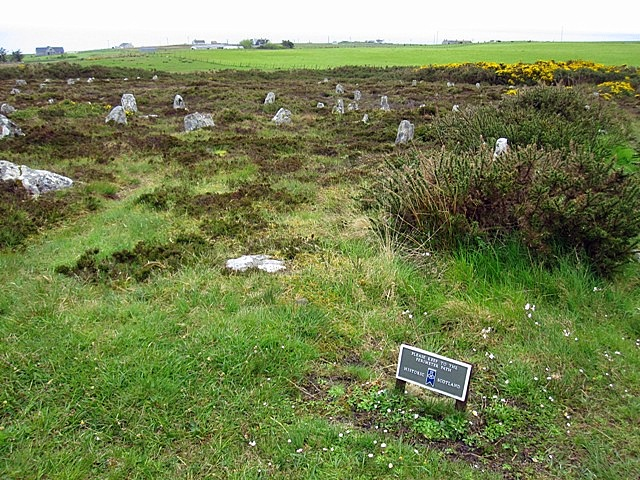
Холм множества камней

Холм множества камней (англ. Hill O Many Stanes) представляет собой ряды камней, врытых в землю. Этот   археологический  объект  был построен в Шотландии во втором тысячелетии до нашей эры.
Расположены ряды камней на холме около поселка англ. Clyth, недалеко от побережья залива Мори-Ферт Северного моря. Цель их создания в Бронзовом веке точно не известна, а объяснения причин варьируются от религиозных и церемониальных до астрономических и эстетических.
Многие камни неправильной формы, высотой до одного метра. Стоят они в двадцать два ряда, которые расположены не параллельно друг другу, а как бы закручиваются с севера на юг. Есть среди них и мегалиты стоящие ребром.
В мире имеется только один похожий мегалитический монумент — в Бретани, но французский мегалитический памятник выше. В 1971 году оксфордский профессор Александр Том выдвинул предположение, что сад камней — древняя астрономическая обсерватория, но оно так и осталось гипотезой.
Всего камней 200, но в отчете 1871 написано, что их было 250, а некоторые ученые полагают, что изначально сад включал в себя 600 камней. У шотландцев есть легенда, что на этом месте произошла битва между двумя кланами Keiths и Gunns, в которой победили последние, а в ознаменование победы захоронили своих погибших на поле боя, однако никаких останков ни под одним камнем не обнаружено, а сама археологическая достопримечательность относится к более древней эпохе.